# Марковський Олексій Вікторович
Олексій Вікторович Марковський  (рос. Алексей Викторович Марковский, 17 травня 1957) — радянський плавець, олімпійський медаліст.

## Виступи на Олімпіадах
| Олімпіада   | Дисципліна                        | Місце |
| ----------- | --------------------------------- | ----- |
| Москва 1980 | плавання на 100 метрів, батерфляй | 8     |
| Москва 1980 | комплексна естафета 4 × 100       | 2     |